# Бара, Мадлен Софи
Мадле́н Софи́ Бара́ (Магдалина София Бара, фр. Madeleine Sophie Barat; 12 декабря 1779[…], Жуаньи — 25 мая 1865[…], Париж) — основательница и первая настоятельница католической монашеской конгрегации «Сёстры Святейшего Сердца Иисуса».
В 1925 году папой римским Пий XI причислена к лику святых.

## Биография
Родилась в городке Жуани, в Бургундии и была младшей дочерью виноградаря Жака Бара. Нежная мать «мадам Фуфе» баловала девочку. Её брат Луи, который был старше её на 11 лет и стремился стать священником, обучал её всему, чему учили мальчиков в колледже св. Иакова, где он работал учителем.
До начала Великой французской революции девочка успела пожить в атмосфере христианской семьи и принять в родном приходе Первое Причастие, что и было отражено после её канонизации на одном из витражей приходского храма. Великая французская революция принесла радикальные перемены в обществе. Начались преследование священников, отказавших подчиниться новой власти. В обществе царил террор, и происходили многочисленные смертные приговоры. Религиозная жизнь во Франции ушла в подполье. София участвовала в Мессах, которые совершались на чердаках и в сараях, общалась со священниками, которые не захотели оставить свою паству и потому непрестанно подвергались риску попасть в тюрьму или лишиться жизни.
Семье Бара пришлось заботиться о Луи, который оказался в парижской тюрьме. София и вся её семья усердно молились Сердцу Иисуса и в конце концов дождались освобождения Луи, который вскоре после революции стал священником. После освобождения он решил и дальше заботиться о воспитании младшей сестры. По его просьбе она приехала в Париж, где Луи учил её всему, что преподавали в семинарии до революции. Они занимались Библией и Отцами Церкви, читали тексты на латыни и по-гречески, на практике изучали аскетику. София мечтала о поступлении в кармелитский монастырь, но всех кармелиток из монастыря в Компьене казнили, были уничтожены и другие монастыри. Однако Луи познакомился со священником Иосифом Варёном, который много трудился, чтобы вернуть в общество христианские ценности. Иосиф Варен заметил необычные способности Софии и стал её духовником. Он прислушался к желанию Софии воздать Сердцу Иисуса за богохульства и преступления революции и помог Софии увидеть путь воспитания девушек как лучший способ воздаяния Сердцу Иисуса. Был уверен что молодые девушки, как будущие жёны и матери поспособствуют возрождению общества. София согласилась с ним, и вместе с несколькими подругами в 1800 году в Париже принесла первые обеты. С этой маленькой общиной она основала первую школу в Амьене. Прошло два года и её неожиданно выбрали настоятельницей общины, а в 1806 году она стала генеральной настоятельницей развивающейся Конгрегации Святейшего Сердца. Она оставалась на этой должности до самой кончины.

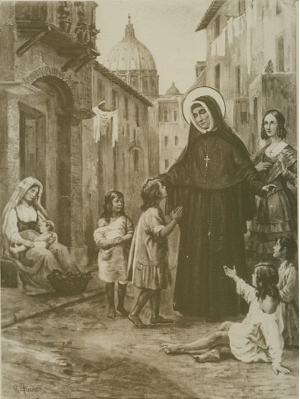
Магдалина София Бара

С тех пор София постоянно была в пути, ездила дилижансом по городам Франции и других стран Европы, писала Конституции для своих сестёр и сумела воплотить их в жизнь. Она беседовала с епископами и находила спонсоров для новых школ.
Оставила 14 тысяч писем к сёстрам, где заботилась об их здоровье и профессиональном росте, но прежде всего об их духовным развитии.
Несмотря на очень деятельную жизнь, Магдалина София старалась сохранить начальный дух призвания молодой девушки готовой всё отдать своему Жениху для восстановления Его Царства на земле.
София умерла в торжество Вознесения Господня, в Париже, 25 мая 1865 года.

## Почитание
24 мая 1908 года папа Пий Х причислил её к лику блаженных, и в тот же день в 1925 году папа Пий XI причислил её к лику святых.
Память Софии Бара во Франции, в Конгрегации Святейшего Сердца и всеми её воспитанниками и друзьями торжественно празднуется 25 мая. Мощи её находятся в церкви Сен-Франсуа-Ксавье в Париже.